# Ceratina moerenhouti
Espèce
Ceratina moerenhouti est une espèce africaine d'insectes hyménoptères de la famille des Apidae.

## Description
L'holotype de Ceratina moerenhouti, une femelle, mesure 6 mm de long et ses ailes font 4,75 mm.
Joseph Vachal en fait la description suivante dans sa publication de 1903 : 

« Segments intermédiaires noirs, ponctués, dorsaux et ventraux bordés de soies blanches. La zone dorsale du segment médial est quasiment absente, la partie postérieure du côté gauche est brillante. »

## Systématique
Le nom valide complet (avec auteur) de ce taxon est Ceratina moerenhouti Vachal, 1903,.
Ceratina moerenhouti a pour synonymes :
- Ceratina chrysorhina Cockerell, 1939
- Ceratina concinnula Cockerell, 1937
- Ceratina harrarensis Vachal, 1910
- Ceratina macrospila Cockerell, 1937
- Ceratina moerenhouti somereni Cockerell, 1937
- Ceratina punctifera Cockerell, 1937
- Ceratina triodontura Cockerell, 1939
- Ceratina vittata Bingham, 1912
- Ctenoceratina moerenhouti (Vachal)

### Publication originale
- (fr + la) J. Vachal, « Hyménoptère du Congo français rapportés par l'ingénieur J. Bouyssou », Annales de la Société entomologique de France, Paris, vol. 72,‎ 1er janvier 1903, p. 358-400 (ISSN 0037-9271, e-ISSN 2168-6351, lire en ligne, consulté le 22 octobre 2024).